# Bill Paterson
Bill Paterson (Glasgow (Schotland), 3 juni 1945) Is een Schots acteur.

## Biografie
Als jongeman was Bill drie jaar werkzaam als quantity surveyorleerjongen. Daarna is hij aan de Royal Scottish Academy of Music and Drama gaan studeren. Hij maakte zijn acteerdebuut in 1967, naast Leonard Rossiter in Bertolt Brechts The Resistible Rise of Arturo Ui, in het theater van Glasgow. In 1970 vervoegde Bill zich bij The Citizen's Theatre for Youth, Hij bleef daar als acteur en assistent-regisseur tot 1972, toen hij wegging om samen met Bill Connolly in The Great Northern Welly Boot Show te spelen op het Edinburgh Festival.
Bill trok gedurende de jaren 70 veel op met John McGrath en samen hebben ze een onafhankelijk theaterhuis opgericht dat ze '7:84' noemen. Met dat theaterhuis toerden zij in Engeland en Europa. Hij maakte zijn debuut in Londen met dit theaterhuis in 1976 met onder meer producties als The Cheviot, the Stag, and the Black Black Oil.

### Televisie
Na zijn werk bij '7:84' centraliseerde zijn werk zich voornamelijk op televisie, in plaats van theater. Zijn eerste verschijning op televisie was in de met een BAFTA bekroonde dramaserie Licking Hitler uit 1978. Hij vertolkte ook de rol van King James in datzelfde jaar. In 1986 speelde hij de snoodaard Ali Fraser in de tweede reeks van Auf Wiedersehen, Pet. Paterson negeerde het theater ook niet helemaal; in 1992 werd hij genomineerd voor een Laurence Olivier Award en won die ook voor zijn vertolking in een ander stuk gebaseerd op dat van Bertold Brecht, Schweyk in the Second World War in het Royal National Theatre.
Hij speelde sinds 2000 enkele rollen in televisieseries, waaronder Law & Order: UK, Little Dorrit, Criminal Justice en Sea of Souls. Ook speelde hij in How to Lose Friends & Alienate People uit 2008 en vertolkte hij een van de hoofdrollen in Gone Fishing. In 2022 speelde hij de rol van Lord Lyman Beesbury in de fantasy-televisieserie House of the Dragon van HBO.

## Filmografie
- Bibsys: 6041620
- Biblioteca Nacional de España: XX4975370
- Bibliothèque nationale de France: cb14214260n (data)
- Gemeinsame Normdatei: 136114059
- International Standard Name Identifier: 0000 0000 8117 6964
- Library of Congress Control Number: no00070639
- MusicBrainz: d72aee77-1e89-41d6-80da-a5236644dcd3
- Nationale Bibliotheek van Tsjechië: xx0185225
- Nationale bibliotheek van Australië: 35376541
- Nationale Bibliotheek van Israël: 987007434546505171
- Nederlandse Thesaurus van Auteursnamen: 26054714X
- Système universitaire de documentation: 077919637
- Virtual International Authority File: 38923171
- WorldCat: E39PBJthbc4RpHwhYhcttMh4MP